# Apataniana propria
Apataniana propria är en nattsländeart som beskrevs av Wolfram Mey 1986. Apataniana propria ingår i släktet Apataniana och familjen Apataniidae. Inga underarter finns listade i Catalogue of Life.